# Middenpassage

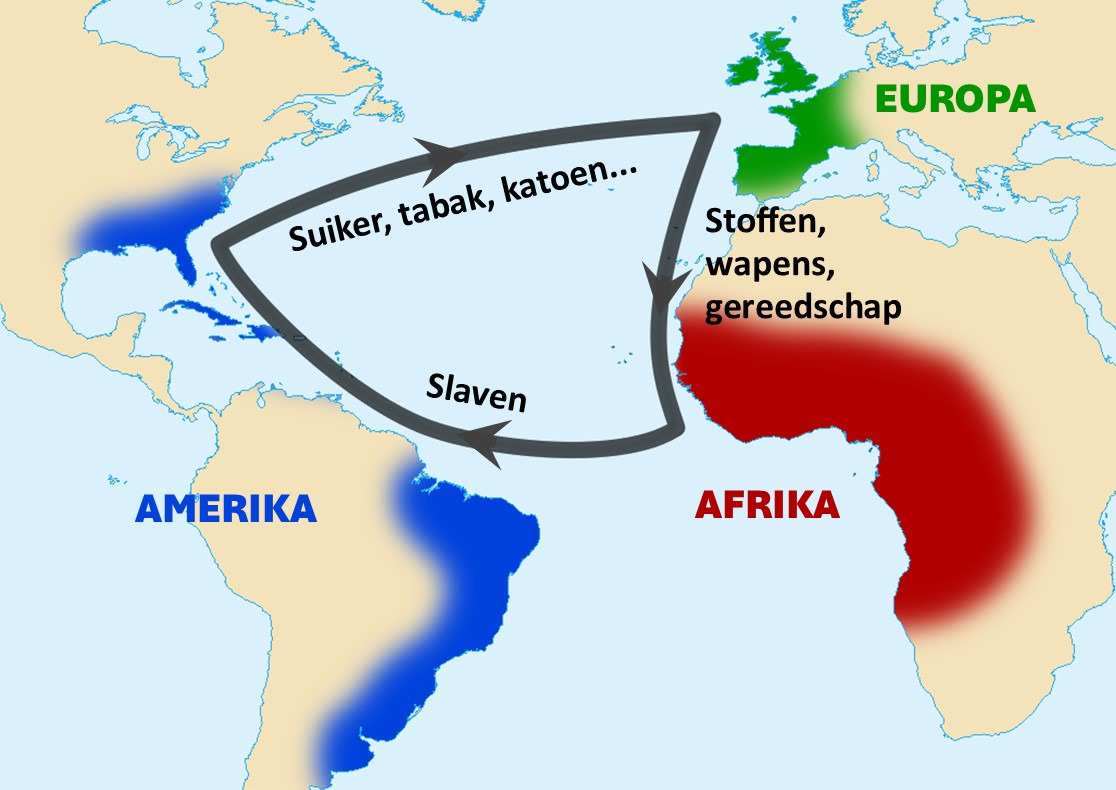
Goederen van Europa werden verscheept naar Afrika voor de verkoop en verruild voor Afrikaanse slaven. De slaven werden vervolgens naar de in blauw afgebeelde regio's gebracht, die bekend werden als de Middenpassage. Daar aangekomen werden de Afrikaanse slaven weer verhandeld voor goederen die terugkwamen naar Europa. Zo ontstond de Driehoekshandel.

De Middenpassage was het deel van de route in de Driehoekshandel over de Atlantische Oceaan, waarover Afrikanen vanuit Afrika naar de slavenmarkten in Noord-Amerika, Zuid-Amerika, en de Caraïben werden vervoerd.
De Middenpassage werd zo genoemd omdat het vanuit Europa gezien het middelste deel van de Driehoekshandel tussen West-Europa, Afrika en Amerika was; schepen zeilden vanuit Europa met goederen voor de Afrikaanse markt richting Afrika, daar werden de goederen verkocht of geruild tegen slaven. Met de slaven voer men naar Amerika en de Caraïben, die daar op slavenmarkten werden geruild tegen goederen die verkocht konden worden op de Europese markt, waarna men terugkeerde naar Europa.